# Lomer Brisson
Pour les personnes ayant le même patronyme, voir Brisson.
Lomer Brisson (6 décembre 1916-5 janvier 1981) est un avocat et homme politique fédéral du Québec.

## Biographie
Né à Grandes-Bergeronnes au Québec, M. Brisson devient député du Parti libéral du Canada dans la circonscription fédérale de Saguenay en 1949. Réélu en 1953 et en 1957, il fut défait par le progressiste-conservateur Perreault Larue en 1958.
Il est mort à l'âge de 64 ans.